# George Duller
George Edward Duller (26 janvier 1891 à Plaistow (Angleterre) – 6 août 1952 à Epsom, Surrey ) est un pilote automobile anglais, l'un des Bentley Boys. 

## Biographie
Déjà jockey professionnel au sortir du premier conflit mondial (et champion de Grande-Bretagne du saut de haies en 1918), il devient l'un des premiers pilotes professionnels britanniques au début des années 1920, et entame sa carrière sur le circuit de Brooklands.
Celle-ci dure de 1921 (aux 24 Heures du Mans), à 1937 (aux 500 kilomètres de Brooklands, sur Duesenberg).
Il remporte le  Booklands Light Handicap en 1921 sur une Silver Hawk à 116,2 km/h de moyenne propulsée par un moteur Marlborough-Thomas 4 cylindres dû à son ami J. G. Parry-Thomas. Il dispute ensuite des épreuves sur une ancienne Sunbeam, puis sur une Bugatti ayant concouru lors des 500 miles d'Indianapolis. Il termine également deuxième pour l'équipe Darracq en 1924 du Grand Prix anglais JCC 200 Mile Race, derrière la Sunbeam-Talbot 70 de Kenelm Lee Guinness. Le 23 mai de la même année, il participe à l'obtention de records de vitesse par Parry-Thomas, sur une Lanchester chaussée de pneumatiques Rapson.

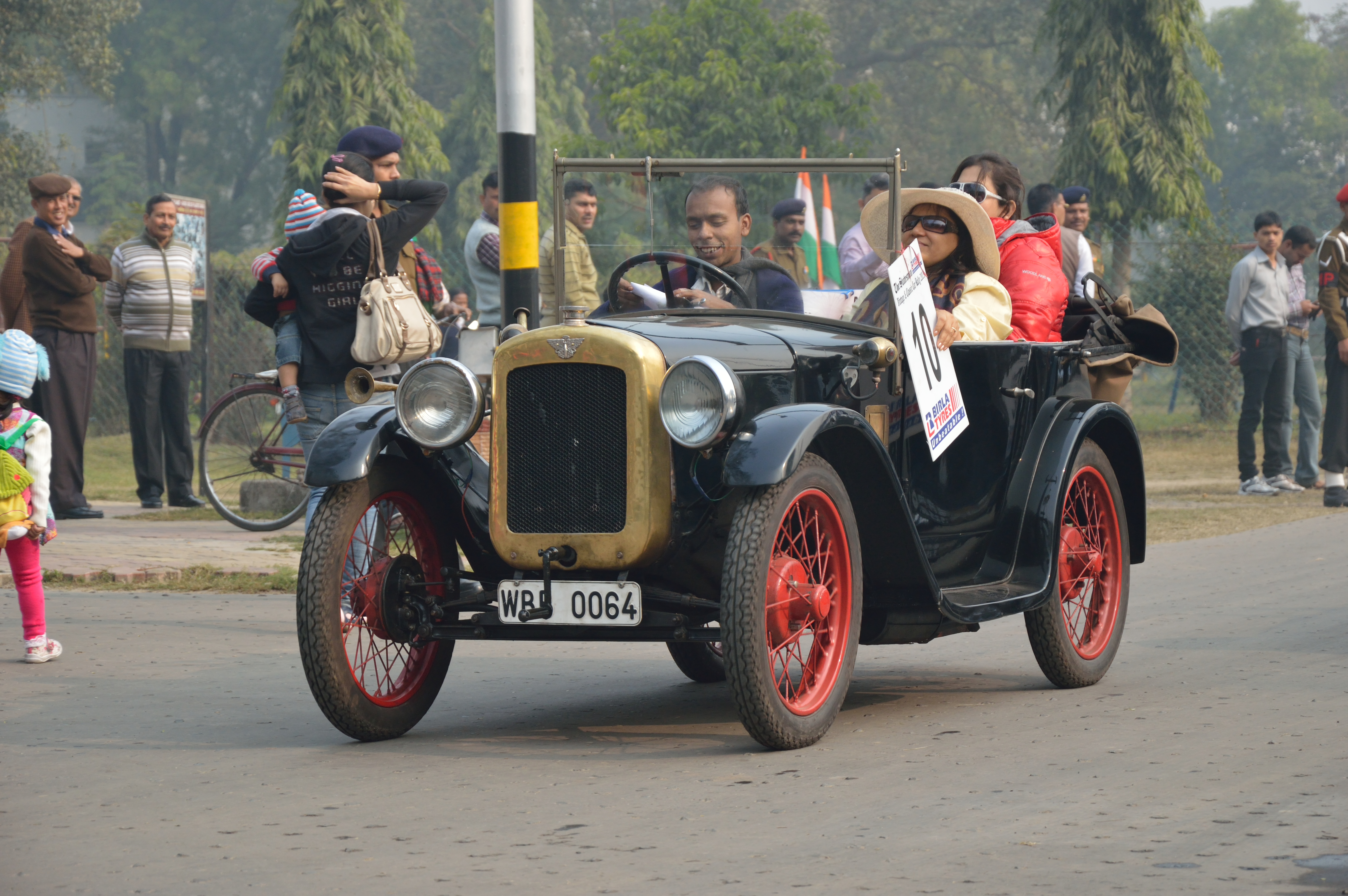
Une Austin Seven de 1925.

Lui-même remporte en 1925 le 50 mile Outer Circuit Handicap de Brooklands, sur Austin Seven, termine deuxième du Short 100 sur le circuit avec la Bugatti, et accroche la même année quelques records avec une Riley. Il est aussi le lauréat 1925 du Grand Prix de l'Ouverture pour voiturettes au nouveau circuit de Montlhéry.
Il se présente ensuite à trois éditions des 24 Heures mancelles, en 1925 (avec Sir Henry Segrave sur Sunbeam Sport Le Mans 2L.), 1926 (avec Frank Clement sur Bentley 3 Litre Speed Model) et 1927 (avec le baron André d'Erlanger sur Bentley 3 Litre Super Sport), devant abandonner à chaque fois.
En 1926, il gagne le 90mph Short Handicap de Brooklands avec la Bugatti de Woolf Barnato. Dans la foulée il termine deuxième du Handicap Bugatti sur le circuit, avec un autre modèle.
En 1927, il remporte les 6 Heures de Brooklands organisées par le club du Essex sur Sunbeam Sports Model I6 3L, et il gagne également les 24 Heures de Paris avec Frank Clement sur Bentley 3 Litre, à Montlhéry.

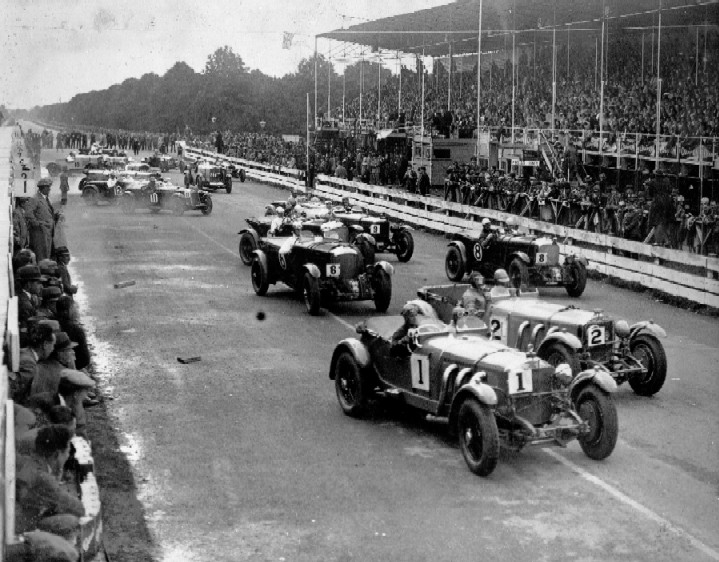
Brooklands, en 1930.

En 1928, il obtient les records mondiaux de classe G des 5  et   10 miles (à plus de 156 km/h), ainsi que des 5  et   10 kilomètres, avec une Riley Nine. 
Il termine cinq fois dans les dix premiers des 500 Miles de Brooklands (le BRDC 500), en 1930 (9e), 1932 (10e, 1934 (7e) et 1936 (7e et 10e, ayant participé dans deux équipages, son meilleur classement s'effectuant avec Mrs Gwenda Stewart). En 1936 il acquiert la Duesenberg Eight de Whitney Straight, avec laquelle il apparaît aux 500 Miles en septembre 1936 et 1937 (effectuant là sa dernière course).
Il revient alors à ses premières amours, les courses hippiques, et il décède le lundi férié du Derby d'Epsom 1952 alors qu'il assiste à la réunion, à l'âge de 61 ans.